# (31706) Singhani
(31706) Singhani est un astéroïde de la ceinture principale.

## Description
(31706) Singhani est un astéroïde de la ceinture principale. Il fut découvert le 10 mai 1999 à Socorro (Nouveau-Mexique) par le projet LINEAR. Il présente une orbite caractérisée par un demi-grand axe de 3,01 UA, une excentricité de 0,13 et une inclinaison de 4,7° par rapport à l'écliptique.

## Compléments